# Зелепукин, Василий Степанович
Василий Степанович Зелепукин — советский хозяйственный, государственный и политический деятель.

## Биография
Родился в 1925 году в Александровом Гае. Член КПСC
Участник Великой Отечественной войны. С 1946 года — на хозяйственной, общественной и политической работе. В 1946—1989 гг. — мастер, начальник сборочного цеха, заместитель директора Саратовского завода приемно-усилительных ламп по производству, директор Орджоникидзевского завода ГРП, директор Орловского электролампового завода, профессор Московского института повышения квалификации руководящих работников предприятий оборонных отраслей промышленности.
Почётный гражданин города Орла (7 мая 1999 года).
Умер в Орле в 2001 году.